# 割烹美家古向島本店
割烹美家古向島本店（かっぽうみやこむこうじまほんてん）は、東京都墨田区向島五丁目に所在する、1926-1945年（昭和前期）建築の歴史的建造物（民家）。
割烹美家古向島本店は、建てられた年代は不詳だが、昭和初期頃、関東大震災後に建てられたと考えられる。東京大空襲からも逃れ、現在も当時の佇まいを保っている、近代向島の雰囲気を伝える料亭建築である。2011年（平成23年）に、国の登録有形文化財（建造物）に登録された。

## 営業情報
割烹美家古向島本店
- 住所 - 東京都墨田区向島五丁目3番5号
- 定休日 - 日･祝
- 営業時間 - 月-土曜日 午前11時30分-午後2時、午後6時-午後10時

割烹美家古向島銀座店
- 住所 - 東京都中央区銀座三丁目14番13号 第一厚生会館内
- 定休日 - 日･祝、土曜日休みの時あり
- 営業時間 - 月-土曜日 午前11時30分-午後2時、午後6時-午後10時

## 文化財
登録有形文化財（建造物）
割烹美家古向島本店店舗
登録年月日:2011年（平成23年）10月28日、種別:住宅/建築物、登録基準:造形の規範となっているもの。
年代:1926年-1945年（昭和前期）建築、1946年-1965年（昭和中期）改修、1997年（平成9年）改修、木造2階建、瓦葺、建築面積224m2。

## 交通
鉄道
- 東武スカイツリーライン - 浅草駅より徒歩12分
- 都営浅草線 - 本所吾妻橋駅より徒歩12分
- 東京メトロ銀座線 - 浅草駅より徒歩15分